# 이누이 다이치
이누이 다이치(일본어: 乾 大知, 1989년 12월 2일 ~ )는 일본의 축구 선수이다.

## 구단 경력
그는 2012년부터 2022년까지 J리그의 더스파구사쓰 군마, V-파렌 나가사키, 사간 도스, 요코하마 FC, 도치기 SC, 마쓰모토 야마가 FC, AC 나가노 파르세이루에서 활동하였다.